# Mesolecanium batatae
Mesolecanium batatae är en insektsart som först beskrevs av Cockerell 1895.  Mesolecanium batatae ingår i släktet Mesolecanium och familjen skålsköldlöss. Inga underarter finns listade i Catalogue of Life.